# PL/I
PL/I eller PL/1 er en forkortelse for programmeringssproget Programming Language 1. Det har sine rødder hos IBM. Sproget omtales altid ved sin forkortelse.

## Oprindelse
I 1963-64 udgav en komité bestående af tre fra IBM og tre fra SHARE beskrivelsen af et nyt programmeringssprog kaldet NPL (New Programming Language). Sproget skulle være en fælles erstatning for de tidlige programmeringssprog Algol, COBOL og FORTRAN. Sproget lånte elementer fra alle tre sprog. Det nye programmeringssprog skulle udvikles til IBMs nye computerarkitektur IBM System/360, der blev annonceret i 1964. Navnet på sproget blev ændret til PL/I pga. et uheldigt navnesammenfald med det britiske National Physical Laboratory.

## Sprogets særkende
PL/I er et særdeles omfattende sprog, der er egnet til brug for videnskabelige beregninger (arven fra FORTRAN. I øvrigt kan PL/I regne med komplekse tal.), administrative databehandlingsopgaver (fra COBOL fra hvilket det arvede datastrukturerne) og avanceret systemprogrammering. Til brug for systemprogrammering fik sproget faciliteter til proceskommunikation. Sprogets blokstrukturer var arvet fra Algol.
Specielt for PL/I er, at sproget ikke indeholder reserverede ord. Sprogets nøgleord kan genbruges som labels og variabelnavne.
PL/I-kompileren viste sig at være ganske kompliceret og ikke helt så effektiv som FORTRAN. Alligevel lykkedes det at klemme kompileren ind i det meget begrænsede lager på selv de mindste System 360-maskiner. Kompileren findes i en særlig version til fejlfinding (debugging).

## Brug
PL/I fik ikke den udbredelse, som IBM havde håbet. COBOL vedblev længe at være det dominerende sprog til administrativ databehandling og FORTRAN er stadig det foretrukne sprog til videnskabelige opgaver. Enkelte steder fandt PL/I dog indpas f.eks. i et par patientadministrative systemer i Danmark, og sproget blev, i forskellige dialekter, implementeret på mange andre maskinarkitekturer: Honeywell, VAX, Alpha, pc'erne og IBMs AS/400 (iSeries). Den sidste dialekt afviger dog en hel del fra den oprindelige PL/I. En version af PL/I, kaldet PL/M, blev brugt til udviklingen af CP/M.